# ستانلي دونين
ستانلي دونين (بالإنجليزية: Stanley Donen)‏ (و. 1924  م) هو مخرج أفلام، ومنتج أفلام، وراقص، ومصمم رقص، من الولايات المتحدة، ولد في كولومبيا، كارولاينا الجنوبية.

## التعليم
تعلم في جامعة كارولاينا الجنوبية.

## وصلات خارجية
- ستانلي دونين على موقع IMDb (الإنجليزية)
- ستانلي دونين على موقع الموسوعة البريطانية (الإنجليزية)
- ستانلي دونين على موقع روتن توميتوز (الإنجليزية)
- ستانلي دونين على موقع مونزينجر (الألمانية)
- ستانلي دونين على موقع ألو سيني (الفرنسية)
- ستانلي دونين على موقع ميوزك برينز (الإنجليزية)
- ستانلي دونين على موقع تيرنر كلاسيك موفيز (الإنجليزية)
- ستانلي دونين على موقع أول موفي (الإنجليزية)
- ستانلي دونين على موقع قاعدة بيانات برودواي على الإنترنت (الإنجليزية)
- ستانلي دونين على موقع قاعدة بيانات الأفلام السويدية (السويدية)